# Exyston maculosus
Exyston maculosus là một loài tò vò trong họ Ichneumonidae.